# ランディ・エデルマン
ランディ・エデルマン（Randy Edelman、1947年6月10日 - ）は、アメリカ合衆国の音楽家、作曲家。ニュージャージー出身。映画音楽の作曲家として知られる。

## 来歴
1947年にニュージャージー州パターソンに生まれる。音楽学校を経て、ブロードウェイのピット・オーケストラとして活動。その後、ロサンゼルスへ移りテレビドラマなどの作曲を担当し始める。
当初、シンガー・ソングライターとしても活動した。自身は歌手として大きな成功は収めなかったが、1976年「ニューイングランドの週末（Weekend in New England）がバリー・マニロウによってカバーされシングルヒットとなり、作曲家として注目されるきっかけとなった。
1980年代くらいから映画のスコアミュージックも徐々に作曲し始めて、初期の頃はアイヴァン・ライトマン作品の音楽をよく担当していた。その後も着々とキャリアを重ねて数多くの映画の音楽を担当して作品自体を大いに盛り上げている。1992年に製作されたダニエル・デイ＝ルイスの歴史大作『ラスト・オブ・モヒカン』の音楽をトレヴァー・ジョーンズと担当して、ゴールデングローブ賞へノミネートされた。また彼が作曲した曲が、別の映画の予告編に使われることもしばしばあり、『ドラゴン/ブルース・リー物語』のテーマ音楽などにその例がある。

## 作曲作品

### 映画
- 『ダラスの熱い日』 - Executive Action（1973年）
- 『マドンナ★コップ』 - Feds（1988年）
- 『ツインズ』 - Twins（1988年）
- 『ガールスカウト・ビバリーヒルズ版』 - Troop Beverly Hills（1989年）
- 『ゴーストバスターズ2』 - Ghostbusters II（1989年）
- 『クイック・チェンジ』 - Quick Change（1990年）
- 『愛と哀しみの旅路』 - Come See the Paradise（1990年）
- 『キンダガートン・コップ』 - Kindergarten Cop（1990年）
- 『フィービー・ケイツの私の彼は問題児（ドドンパ）』 - Drop Dead Fred（1991年）
- 『私がウォシャウスキー』 - V.I. Warshawski（1991年）
- 『myベスト・フレンズ』 - Eyes of an Angel（1991年）
- 『過ぎゆく夏』 - Shout（1991年）
- 『いとこのビニー』 - My Cousin Vinny（1992年）
- 『ベートーベン』 - Beethoven（1992年）
- 『ラスト・オブ・モヒカン』 - The Last of the Mohicans（1992年）
- 『ホワイトハウス狂騒曲』 - The Distinguished Gentleman（1992年）
- 『ドラゴン/ブルース・リー物語』 - Dragon: The Bruce Lee Story（1993年）
- 『ゲティスバーグの戦い/ 南北戦争運命の三日間』 - Gettysburg（1993年）
- 『ベートーベン2』 - Beethoven's 2nd（1993年）
- 『遺産相続は命がけ!?』 - Greedy（1994年）
- 『エンジェルス』 - Angels in the Outfield（1994年）
- 『マスク』 - The Mask（1994年）
- 『アポロ11を追いかけて』 - Pontiac Moon（1994年）
- 『アダム・サンドラーはビリー・マジソン/ 一日一善』 - Billy Madison（1995年）
- 『トール・テイル/ パラダイス・ヴァレーの奇跡』 - Tall Tale（1995年）
- 『あなたが寝てる間に…』 - While You Were Sleeping（1995年）
- 『リトル・ヒーロー』 - The Indian in the Cupboard（1995年）
- 『ビッグ・グリーン/ でこぼこイレブン大旋風』 - The Big Green（1995年）
- 『イン・ザ・ネイビー』 - Down Periscope（1996年）
- 『悪魔のような女』 - Diabolique（1996年）
- 『クエスト』 - The Quest（1996年）
- 『ドラゴンハート』 - Dragonheart（1996年）
- 『デイライト』 - Daylight（1996年）
- 『アナコンダ』 - Anaconda（1997年）
- 『ゴーン・フィッシン'』 - Gone Fishin'（1997年）
- 『大富豪、大貧民』 - For Richer or Poorer（1997年）
- 『6デイズ・7ナイツ』 - Six Days Seven Nights（1998年）
- 『エドtv』 - EDtv（1999年）
- 『ザ・スカルズ/髑髏の誓い』 - The Skulls（2000年）
- 『薔薇の眠り』 - Passion of Mind（2000年）
- 『隣のヒットマン』 - The Whole Nine Yards（2000年）
- 『シャンハイ・ヌーン』 - Shanghai Noon（2000年）
- 『バクテリア・ウォーズ』 - Osmosis Jones（2001年）
- 『クライム&ダイヤモンド』 - Who Is Cletis Tout?（2001年）
- 『コーキー・ロマーノ FBI潜入捜査官?』 - Corky Romano（2001年）
- 『ブラック・ナイト』 - Black Knight（2001年）
- 『保険調査員フランク25』 - Frank McKlusky, C.I.（2002年）
- 『トリプルX』 - xXx（2002年）
- 『ゴッド&ジェネラル/伝説の猛将』 - Gods and Generals（2003年）
- 『ナショナル・セキュリティ』 - National Security（2003年）
- 『シャンハイ・ナイト』 - Shanghai Knights（2003年）
- 『connie & carla コニー&カーラ』 - Connie and Carla（2004年）
- 『恋のクリスマス大作戦』 - Surviving Christmas（2004年）
- 『デンジャラス・ビューティー2』 - Miss Congeniality 2: Armed & Fabulous（2005年）
- 『マスク2』 - Son of the Mask（2005年）
- 『ラストタイム 欲望が果てるとき』 - The Last Time（2006年）
- 『燃えよ!ピンポン』 - Balls of Fury（2007年）
- 『幸せになるための27のドレス』 - 27 Dresses（2008年）
- 『ハムナプトラ3 呪われた皇帝の秘宝』 - The Mummy: Tomb of the Dragon Emperor（2008年）
- 『ジェニファー・ロペス 戦慄の誘惑』 - The Boy Next Door（2015年）

### テレビドラマ
- 『Mr. サンシャイン』 - Mr. Sunshine（1986年）
- 『冒険野郎マクガイバー』 - MacGyver（1985年 - 1987年）
- 『ロシア52人虐殺犯/チカチーロ』 - Citizen X（1995年）
- 『潜水艦CSSハンレー』 - The Hunley（1999年）

### ドキュメンタリー
- 『パンダ・アドベンチャー』 - China: The Panda Adventure（2001年）

### 劇場用アニメ
- The Chipmunk Adventure（1987年）